# 王牌 (軍事)
在军事宣传领域中，王牌指的是在某方面（如击落敌机数量、击沉敌船吨位以及狙杀敌军人数）积累了不凡数据的单个军人。与体育记录类似，一些军事成就也是可以量化的。只要确立了一个公认的计量标准，那么来自不同军队以及不同时期的军人所取得的战果都可以用同一个标准来衡量。这样的标准也可作为颁发军事勋奖（比如騎士鐵十字勳章）的标准，即便计量的起始点的设立并非经过深思熟虑。同时，取得成就者也会获得“王牌”称号，还有“双料王牌”、“三重王牌”等等，比如击落至少五架敌机就可成为王牌飞行员。
王牌军人凭借技术与运气赢得爱国大众的赞扬，在特定情况中，还会出现“坦克王牌”和“潜艇王牌”的称号。

## 王牌飞行员
“王牌飞行员”一词通常授予军事飛行員，且一般都是战斗机飞行员，他们经常被称作“flying aces”。“ace”一词是在第一次世界大战期间由法国军事宣传机器首先开始使用的，用于描述取得了可观战果的个人。当时，法国军方使用法语“as de l’aviation”一词来褒扬那些击落了一定数量敌机的飞行员，这个数量一般是五架或更多。后来，美国陆军航空兵也为了军事宣传而特别采纳了“王牌飞行员”的说法。
“王牌飞行员”这个叫法可以追溯到1915年，当时单座战斗机刚刚出现。宣传机器给民众制造了“战斗机飞行员是天空骑士”的美好图景，仿佛中世纪骑士骑马比武一般。据nicole-melanie goll称，外界想象中的战斗机飞行员在空中进行骑士般的一对一决斗其实是很不符合实际的，因为战斗机飞行员在战斗中几乎不会脱离原有的飞行编队而单打独斗。
一般认为，王牌飞行员的命运都握在他们自己手中，只有与之处在同一技术水平之上的飞行员才能将其击败。因此，被地面防空火力打下来的飞行员通常都会将之视为极大的耻辱，据史学家peter fritzsche称：
“战斗中的王牌飞行员是极具标志性的作战人员。掌握着自己的生死，凭借极大的勇气与技术，操纵着自己的飞机，同时也有着羡煞旁人的鲁莽，这样的飞行员就像真正的战斗英雄一样，可与拿破仑时代的骑兵或者中世纪的骑士相提并论……时至今日，在西方民间文化中，一战时期大规模地面战的高度工业化与空中战斗的极度个人化相比而形成的强烈反差仍然深深留存在大众心中。

## 坦克和潜艇的“王牌”
有时候，“坦克王牌”一词会被用在坦克车组身上。例如，加拿大报纸《环球邮报》就曾在2015年为加拿大将军sydney Radley-walter刊登讣告，将他描述为二战中“加拿大最出色的坦克王牌”。Robert Kershaw在其著作《tank men》中就称“坦克王牌”是坦克车长中的佼佼者，包揽了绝大部分击毁敌方装甲车辆的战功，基本上与空中的“王牌飞行员”地位一致。苏联军队中，如dmitry lavrinenko和zinovy kolobanov这样的击毁五辆以上的敌方坦克的坦克手也会被称作“坦克王牌”  。
第二次世界大战中，很多德国u艇艇长（比如君特·普里恩、奧托·克瑞奇米爾和沃夫岡·呂茨）都得到了德国战时媒体和通俗文学的疯狂宣传。据史学家michael Hadley称：
“二战中的文学作品强化了外界对德军u艇艇长的崇拜心理。那是属于“海中灰狼”和“钢铁鲨鱼”们的时代，狼群般的u艇顶着艇员们所起的如“抢劫男爵”或“大头短棒”这样的侵略性外号，对盟军商船队展开突袭。U艇王牌们的传奇故事在德国家喻户晓，更进一步强化了民众对u艇艇员们的崇拜，时至今日，文化市场上还能找到当年的狂热所留下的痕迹。

## 王牌狙击手
狙击作战中，狙擊手一般都不会跟从大部队行动，而且开枪次数相对较少，且射击目标一般都处在被严密观察的状态之下，所以狙击手一般都能较为准确地记录下自己的击杀人数。二战期间，以击杀人数为依据而给狙击手颁发奖赏的情况在东线战场上尤为常见，这也是战时宣传的重要途径，即使是在战后，王牌狙击手所带来的影响依然存在于流行文化中  ，21世纪的战争中，王牌狙击手的概念依然具有文化影响力  。